# Forschungsreaktor 2
Der Forschungsreaktor 2 (FR 2) war ein Forschungsreaktor, der von 1961 bis 1981 am Kernforschungszentrum Karlsruhe (heute Karlsruher Institut für Technologie) betrieben wurde. Er war der erste Reaktor in der Bundesrepublik Deutschland, der nach eigenem Konzept und in eigener Verantwortung gebaut wurde. Mit einer Leistung von 44 MW ist er bis heute der leistungsstärkste Forschungsreaktor, der je in Deutschland errichtet wurde.

## Geschichte
Nach dem Zweiten Weltkrieg erhielt die Bundesrepublik Deutschland erst durch den Deutschlandvertrag im Jahr 1955 die Souveränität und damit die Möglichkeit zur eigenen Reaktorforschung. Unmittelbar nach Abschluss des Vertrages wurden die Planungen für den Forschungsreaktor FR 2 unter der Leitung von Karl Wirtz und unter Mitarbeit von Rudolf Schulten aufgenommen. Der Bau des Forschungsreaktors wurde am 1. Februar 1957 begonnen, der Reaktor erreichte am 7. März 1961 schließlich seine erste Kritikalität. Nach einiger Verzögerung konnte am 12. Dezember 1962 der Leistungsbetrieb aufgenommen werden und der Reaktor stand daraufhin der Wissenschaft als Forschungsinstrument zur Verfügung.
Der Forschungsreaktor 2 war die erste von insgesamt sechs kerntechnischen Anlagen am Kernforschungszentrum Karlsruhe. Zwei Jahre später folgte der Schnell-Thermische Argonaut-Reaktor, fünf Jahre später der Mehrzweckforschungsreaktor, die Schnelle Nullenergie-Anordnung sowie ein Siemens-Unterrichtsreaktor und zehn Jahre später schließlich das Kernkraftwerk KNK.
Nach über 20-jähriger Betriebszeit ohne nennenswerte Störungen wurde der Forschungsreaktor am 21. Dezember 1981 abgeschaltet. Die Genehmigung zur Stilllegung wurde am 3. Juli 1986 erteilt, der sichere Einschluss des Reaktors konnte zehn Jahre später am 20. November 1996 abgeschlossen werden. Dabei wurden unter anderem die Brennelemente entfernt. Die Kosten für die Stilllegung des Reaktors beliefen sich auf 130 Millionen Deutsche Mark. Der Rückbau wird zurzeit geplant.
Nach Abschluss des Projekts wurde in der Reaktorhalle eine ständige Ausstellung zum Thema „Forschungs- und Entwicklungsarbeiten im Kernforschungszentrum/Forschungszentrum Karlsruhe zur sicheren und umweltverträglichen Nutzung der Kernenergie“ eingerichtet.

## Reaktordaten
Der Forschungsreaktor FR 2 war zunächst ein Natururanreaktor und auf eine Leistung von 12 MW sowie einen maximalen thermischen Neutronenfluss von 9 × 1012 n/cm2 s ausgelegt. Mitte 1966 konnte durch eine Änderung der Brennelemente und weitere konstruktive Maßnahmen die Leistung auf 44 MW und der Neutronenfluss auf 7 × 1014 n/cm2 s gesteigert werden. Der Reaktor vom Tank-Typ verwendete in der Folge zu 2 Prozent angereichertes UO2 als Brennstoff. Er wurde mit schwerem Wasser moderiert und gekühlt.

## Forschung
Der Kernreaktor diente als Neutronenquelle ausschließlich zu wissenschaftlichen Zwecken. Im Vordergrund der Nutzung standen die neutronenphysikalische Grundlagenforschung sowie Strahlrohrexperimente für die nukleare Festkörperphysik und Strukturanalyse in der Atomphysik. Weiterhin wurde der Reaktor erstmals zur Produktion von Radioisotopen zur Diagnose und Therapie in der Nuklearmedizin eingesetzt.